# HD159493
HD159493 — хімічно пекулярна зоря спектрального класу A3, що має видиму зоряну величину в смузі V приблизно  7,5.
Вона  розташована на відстані близько 317,0 світлових років від Сонця.